# Arxiu històric provincial
Un arxiu històric provincial és aquell en el que trobem uns fons documentals produïts o reunits per subjectes i/o organismes què tenen unes activitats administratives i/o competències que no superen l'àmbit provincial. Dins del cicle vital dels documents, exerceix el paper d'arxiu intermedi i d'arxiu històric.

## Història
La creació dels primers arxius històrics provincials es produeix a la Segona República. És a partir dels anys 20 del segle xx quan es comença a reclamar per part del Cuerpo facultativo de archiveros, bibliotecarios i arqueólogos la creació d'aquests per la gran quantitat de documents que es creen i s'amunteguen a totes les administracions provincials de l'Estat, ja sigui per les desamortitzacions que es produeixen durant el s. xix o pels intents de modernització de l'Estat a partir de començament del s. xx.
Hem d'advertir que el procés de creació d'aquestes institucions no ha finalitzat, ja que encara queden províncies que encara no el tenen, com Madrid, Barcelona, Balears, València i Corunya. La creació d'aquests arxius la podem dividir en les següents dues etapes històriques:

### Des de 1931 fins a 1978
Les vicissituds viscudes durant tot aquest llarg període (Segona República, la Guerra Civil i el Franquisme), van marcar aquesta etapa en què es van crear la gran major part dels Arxius històrics provincials. La creació d'aquests va tenir grans inconvenients a l'hora del seu funcionament. Un dels grans inconvenients va ser el no augmentar el nombre de places especialitzades a l'administració per a aquests arxius. Van ser els arxivers d'hisenda i els bibliotecaris els que van encarregar-se d'aquestes noves institucions. A més, trobem que aquests arxius es crearen sense seu pròpia, amb instal·lacions no aptes per a les seves funcions, com les cases culturals de les ciutats, les delegacions d'hisenda o les biblioteques. Finalment, es trobaven amb què els fons que s'havien de reunir en una sola entitat estaven en diferents arxius, cosa que dificultà la seva organització.
En un primer moment, van rebre els documents històrics de base notarial. Però posteriorment es convertiren en la base de la recepció dels documents històrics de les províncies, com els provinents de les audiències, dels jutjats, de les delegacions d'hisenda i d'altres dependències oficials que ho demanessin, com ajuntaments i institucions privades.
Els arxius històrics varen començar a desenvolupar-se segons el creixement dels seus fons. Aquest creixement depenia de la població que tenia cada província, de les condicions pròpies dels arxius i dels canvis socio-polítics. Totes aquestes condicions, sobretot el fenomen migratori a l'interior de l'Estat, van provocar que les províncies perifèriques i les zones industrialitzades augmentessin en un alt grau el seu fons.
A Catalunya es van crear els arxius històrics provincials de Tarragona (1944), Girona (1952) i Lleida (1952). Pel que fa a l'arxiu històric provincial de Barcelona hem d'exposar que encara no s'ha creat. Aquest arxiu no es va crear a partir del 1931 perquè la normativa creada aquell any limitava aquests tipus de centre a les capitals de districte notarial, i no a les capitals de col·legi notarial. A aquestes últimes capitals es van crear els arxius històrics de protocols. En el moment en què als arxius històrics provincials els van ampliar el camp d'acció sobre el patrimoni documental (amb el decret de 1969), aquests arxius històrics de protocols van tenir menys atribucions. A Barcelona, aquesta situació va comportar que molts fons de les delegacions perifèriques de l'Estat s'ingressessin a l'Arxiu de la Corona d'Aragó. Aquests fons van créixer exponencialment, fins que va arribar un moment en què la impossibilitat de conservar tanta quantitat de documentació als dipòsits de l'ACA. Aquest fet va provocar que part d'aquesta passés al Depósito General de Archivos, anomenat actualment Dipòsit d'Arxius de Cervera, creat formalment el 1970.

### Des de 1978 fins a l'actualitat
Amb l'arribada de la Constitució Espanyola de 1978 es va produir la descentralització arxivística de l'Estat. Durant aquests anys, s'han anat creant nous sistemes i xarxes d'arxius autonòmics. En aquest procés de descentralització ens trobem que els arxius històrics provincials es varen transferir a les comunitats autònomes. Aquesta transferència es basa només en la gestió dels arxius, ja que la titularitat roman a mans de l'Estat. Segons el grau de competència que tenia cada estatut d'autonomia, varen ser transferits abans o després amb la signatura dels anomenats Convenios. A l'única comunitat autònoma on encara no s'ha traspassat la gestió dels arxius històrics provincials és al País Basc.
Pel que fa a les instal·lacions on se situen els arxius, s'ha d'expressar que a partir d'aquest moment van començar a adequar-se o a traspassar-se a altres indrets més adients per a la seva funció, a més de crear-se places especialitzades per a la seva gestió. Tot i així, en l'actualitat trobem que hi ha molts locals que s'han d'ampliar i moltes deficiències al personal, ja que hi ha poques places especialitzades per a la quantitat de treball amb el que es troben aquestes institucions.
A Catalunya, amb el Reial Decret 1010/1981, la gestió dels tres arxius històrics provincials que corresponien a l'Estat va ser transferida a la Generalitat de Catalunya. La gestió del Dipòsit d'Arxius de Cervera, amb el Real Decreto 898/1995 que amplia els traspassos de gestió d'arxius a Catalunya, també va passar a la Generalitat, mentre que l'Arxiu de la Corona d'Aragó encara és de gestió estatal.

## Fons
En l'actualitat, a un Arxiu Històric Provincial es poden trobar diversos Fons. Aquests es poden dividir en tres grups:
- Els primers són els Arxius públics, formats per fons notarials, fons judicials, registres de la propietat, fons de l'administració central delegada i de l'administració local.
- El segon grup estan formats pels Arxius privats, formats per arxius familiars, arxius d'associacions, arxius econòmics i arxius religiosos o de culte.
- Finalment, trobem Fons especials formats per fons figuratius, fons impresos i fons audiovisuals.